# 臼井雅基
臼井 雅基（うすい まさき、1964年10月8日 - ）は、日本の男性声優、アナウンサー。奈良県出身。以前は大阪テレビタレントビューロー（TTB）に所属していた。

## 来歴・人物
デビュー当初から大阪テレビタレントビューローに所属しており、その傍らで奈良テレビにも契約アナウンサーとして所属していた。
甲南大学経営学部卒業。
趣味は映画鑑賞。特技はトランペット、ギター、ベースの演奏。好きなスポーツはスキー。

## 出演
太字はメインキャラクター。

### ゲーム
- 龍虎の拳 シリーズ（1992年 - 1996年、リョウ・サカザキ、ジョン・クローリー）
- サムライスピリッツ シリーズ（1993年 - 2008年、覇王丸〈初代 - 閃〉、服部半蔵〈初代 - 閃〉、アースクェイク〈初代 - 真〉、黒子〈初代 - 斬紅郎無双剣〉）
- 餓狼伝説スペシャル（1993年、リョウ・サカザキ）
- ファイトフィーバー（1994年、空手健児）
- ザ・キング・オブ・ファイターズ シリーズ（1994年 - 2010年、リョウ・サカザキ〈'94 - XI、XIII〉、大門五郎〈'94 - XIII〉、服部半蔵）
- バトルヒート（1994年）
- 餓狼伝説 WILD AMBITION（1999年、二代目Mr.カラテ）
- 武力 〜BURIKI ONE〜（1999年、坂崎リョウ）
- CAPCOM VS. SNK シリーズ（2000年 - 2001年、リョウ・サカザキ）
- SNK VS. CAPCOM SVC CHAOS（2003年、リョウ・サカザキ、アースクェイク）
- ネオジオバトルコロシアム（2005年、二代目Mr.カラテ、覇王丸）

### テレビ番組
- 西川きよしのおおさか探検NA（テレビ大阪）[2]
- 宇治のロマン（京都放送）[2]
- NEWSライン（奈良テレビ）

その他スポットニュースなど